# Jack Turner
Jack Turner,  ameriški dirkač Formule 1, * 12. februar 1920, Seattle, Washington, ZDA † 12. september 2004, Renton, Washington, ZDA.
Jack Turner je pokojni ameriški dirkač Formule 1, ki je med letoma 1956 in 1962 šestkrat sodeloval na ameriški dirki Indianapolis 500, ki je med letoma 1950 in 1960 štela tudi za prvenstvo Formule 1. Najboljši rezultat je dosegel na dirki leta 1957, ko je zasedel enajsto mesto. Umrl je leta 2004.